# Vandrammedirektivet
Vandrammedirektivet (direktiv 2000/60/EF om fastlæggelse af en ramme for Fællesskabets vandpolitiske foranstaltninger) er et EU-direktiv fra 2000.
EU’s vandrammedirektiv fastlægger rammerne for beskyttelsen af vandløb og søer, overgangsvande (eksempelvis flodmundinger og laguner), kystvande og grundvand i alle EU-lande. Direktivet fastsætter en række miljømål og opstiller overordnede rammer for den administrative struktur for planlægning og gennemførelse af tiltag og for overvågning af vandmiljøet. EU’s vandrammedirektivet trådte i kraft den 22. december 2000. Direktivet skal som udgangspunkt være opfyldt i december 2015, men direktivet giver dog mulighed for fristforlængelser frem til 2027, ligesom visse undtagelser og fravigelser kan opretholdes, så længe betingelserne er til stede.
Vandrammedirektivet fra 2000 er et rammedirektiv, der ud over miljømål, opstiller overordnede rammer for den administrative struktur, for planlægning og gennemførelse af tiltag og for overvågning af vandmiljøet. Hvordan de opstillede rammer konkret skal udfyldes, er op til de enkelte medlemslande.
Vandrammedirektivet opstiller overordnet to selvstændige forpligtelser, som medlemslandene skal leve op til for at overholde direktivet, nemlig dels at der skal iværksættes nødvendige foranstaltninger for at forebygge forringelser af alle overfladevandområde og grundvand og dels, at det skal sikres, at alle de vandforekomster, som det pågældende medlemsstat har ansvaret for, senest i december 2015 – medmindre udtagelses- og fravigelsesbestemmelser kan anvendes – som minimum har opnået det, der ifølge direktivet betegnes som “god tilstand”. Blandt udtagelses- og fravigelsesbestemmelser kan fristforlængelse kun anvendes frem til 2027.
For de såkaldt ”kunstige og stærkt modificerede vandområder” gælder et lempeligere miljøkrav i vandrammedirektivet, således at der, jf. artikel 4, stk. 1, litra a), nr. iii, i stedet for god tilstand skal opnås “godt økologisk potentiale og god kemisk tilstand”.
Forpligtelsen til at forbedre alle vandområder forudsætter, at der træffes de nødvendige foranstaltninger med henblik på at opfylde målet om en god tilstand. For kunstige eller stærkt modificerede vandløb gælder, at de mindst skal have opnået et godt økologisk potentiale.
Vandrammedirektivet indeholder muligheder for, under en række bestemte forudsætninger at undtage/fravige de generelle miljømål om opnåelse af god tilstand/godt økologisk potentiale og god kemisk tilstand i 2015. Disse undtagelses- og fravigelsesbestemmelser er fastsat bl.a. af hensyn til situationer, hvor det kan være uforholdsmæssigt dyrt for medlemslandene inden for tidsplanen at opnå god tilstand, eller for kunstige eller stærkt modificerede overfladevandområder et godt økologisk potentiale og god kemisk tilstand. Bestemmelserne indeholder en række betingelser for anvendelsen. Undtagelses- og fravigelsesbestemmelser findes i direktivets artikel 4, stk. 4-7 og giver følgende muligheder for at fravige direktivets krav om vandmiljøets tilstand i 2015 og om at forebygge forringelse af vandforekomsters tilstand:
- Artikel 4, stk. 4: Forlængelse af fristen for opfyldelse af miljømålet med op til to gange seks år, det vil sige frem til 2027.
- Artikel 4, stk. 5: Fastsættelse af mindre strengt miljømål end god tilstand.
- Artikel 4, stk. 6: Midlertidig forringelse af vandforekomsters tilstand, når det skyldes naturlige forhold eller force majeure.
- Artikel 4, stk. 7: Manglende opfyldelse af de generelle miljømål for overfladevand og grundvand eller manglende forebyggelse af forringelse af tilstanden, hvor årsagen er nye ændringer af overfladevands fysiske forhold eller ændringer i grundvandsstand eller manglende forebyggelse af forringelse af tilstanden fra "høj" til "god" i overfladevand, hvor årsagen er nye bæredygtige menneskelige udviklingsaktiviteter.

Fraviges det generelle miljømål ved anvendelse af undtagelses- og fravigelsesbestemmelserne, skal det begrundes i vandområdeplanen, og der skal redegøres for, at anvendelsen er berettiget. Der er ingen formkrav til redegørelsen, men den skal gøre det muligt for offentligheden og Kommissionen at se, at betingelserne for at anvende undtagelserne/fravigelserne er opfyldt. Alle fravigelser fra forpligtelsen om at nå god tilstand i 2015 og at forebygge forringelse skal revideres mindst hvert sjette år, og ingen af direktivets undtagelses- og fravigelsesbestemmelser er således i realiteten “permanente". Undtagelser og fravigelser kan opretholdes, så længe betingelserne er til stede, dog ikke fristforlængelse, der kun kan anvendes frem til 2027.
Med vandrammedirektivet følger en række processuelle krav, idet der eksempelvis opereres med planperioder, hvorefter der skal ske en revision af vandområdeplanerne mindst hver sjette år, jævnfør artikel 13, stk. 7. 
Oprindeligt blev dele af EU’s vandrammedirektiv implementeret i den danske lovgivning ved Lov om miljømål m.v. for vandforekomster og internationale naturbeskyttelsesområder (Miljømålsloven) i 2003. I 2013 blev flere af miljømålslovens bestemmelser dog afløst af Lov om vandplanlægning. Miljømålsloven vil for fremtiden angå Natura-2000 planlægningen, mens fastsættelsen af miljømål for vandforekomster for den anden planperiode og de efterfølgende planperioder vil ske med hjemmel i Lov om vandplanlægning. Lov om vandplanlægning indeholder overordnede bestemmelser om vanddistrikter, myndigheders ansvar, miljømål, planlægning og overvågning.
Danmark og de øvrige medlemslande skal udarbejde vandområdeplaner og tilhørende indsatsprogrammer, der skal sikre, at miljømålene for vandløb, søer, den kystnære del af havet og grundvandet nås. Vandrammedirektivet opererer med seksårige planperioder. I Danmark omfatter den første planperiode 2009-2015, anden planperiode 2015-2021, og tredje planperiode 2021-2027.